# 孔库勒
孔库勒（法語：Concoules，法語發音：[kɔ̃kul]）是法国加尔省的一个市镇，属于阿莱斯区。

## 地理
孔库勒（44°22'58"N, 3°56'18"E）面积16.47 平方千米，位于法国奧克西塔尼大區加尔省，该省份为法国南部沿海省份，南端濒地中海，北起顺时针与阿尔代什省、沃克吕兹省、罗讷河口省、埃罗省、阿韦龙省和洛泽尔省接壤。
与孔库勒接壤的市镇（或旧市镇、城区）包括：维勒福尔、热诺拉克、普尔沙雷斯、维亚拉斯、欧雅克、蓬泰尔和布雷西、塞内沙斯、蓬德蒙韦尔-叙德蒙洛泽尔。

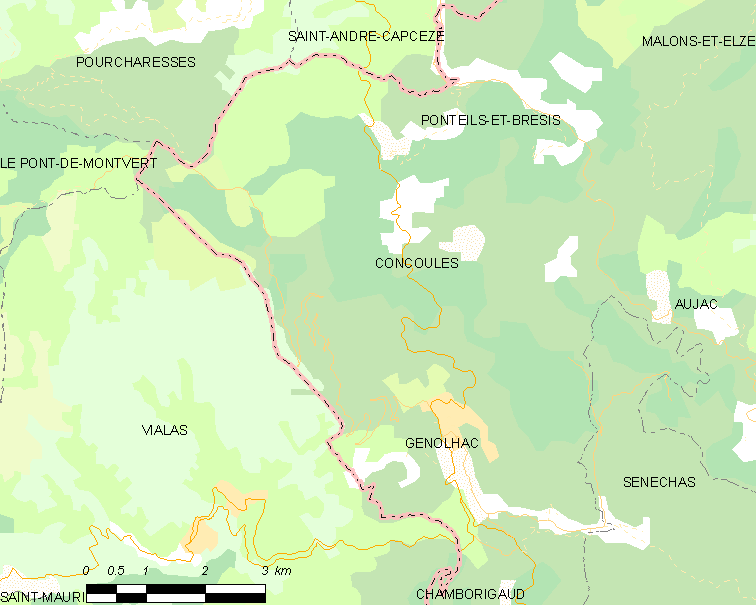
孔库勒的OSM定位图

孔库勒的时区为UTC+01:00、UTC+02:00（夏令时）。

## 行政
孔库勒的邮政编码为30450，INSEE市镇编码为30090。

## 政治
孔库勒所属的省级选区为拉格朗孔布县。

## 人口

1962-2008年间孔库勒人口变化图示

孔库勒于2022年1月1日时的人口数量为271人。